# Конфликт FISA и FOCA
Конфликт FISA и FOCA — противостояние двух репрезентативных организаций в Формуле-1 в начале 1980-х, подкомитетом Международной федерации автомобильного спорта (FISA) и Ассоциацией конструкторов Формулы-1 (FOCA).

## История конфликта
Кульминацией противостояния стали игнорирования гонок командами из разных лагерей. Так, в итоговый протокол сезона 1980 не вошёл Гран-при Испании, в котором не приняли участие заводские команды Renault, Ferrari и Alfa Romeo, поддерживающие FISA. Первым этапом чемпионата мира 1981 года должен был стать Гран-при Южной Африки. Хотя гонка и состоялась (7 февраля), но её вновь проигнорировали заводские команды, поддерживающие FISA, а также присоединившиеся к ним частные Ligier и Osella. Результаты соревнования не были учтены в зачёт чемпионата мира. А в следующем году уже все команды, объединившиеся в FOCA, бойкотировали Гран-при Сан-Марино 1982. В теории, все команды FOCA должны были бойкотировать Гран-при в знак солидарности и недовольства установлением правил и распределением финансовых компенсаций. Кроме того, нельзя не отметить сильную оппозицию выдвинутой на должность президента FISA кандидатуре Жана-Мари Балестра со стороны Колина Чепмена из Lotus и Фрэнка Уильямса из Уильямса, которые открыто заявили об уходе из спорта в том случае, если его кандидатура будет принята. На практике некоторые команды FOCA (Tyrrell, Toleman) всё же участвовали в гонке, оправдываясь «обязательствами перед спонсорами».

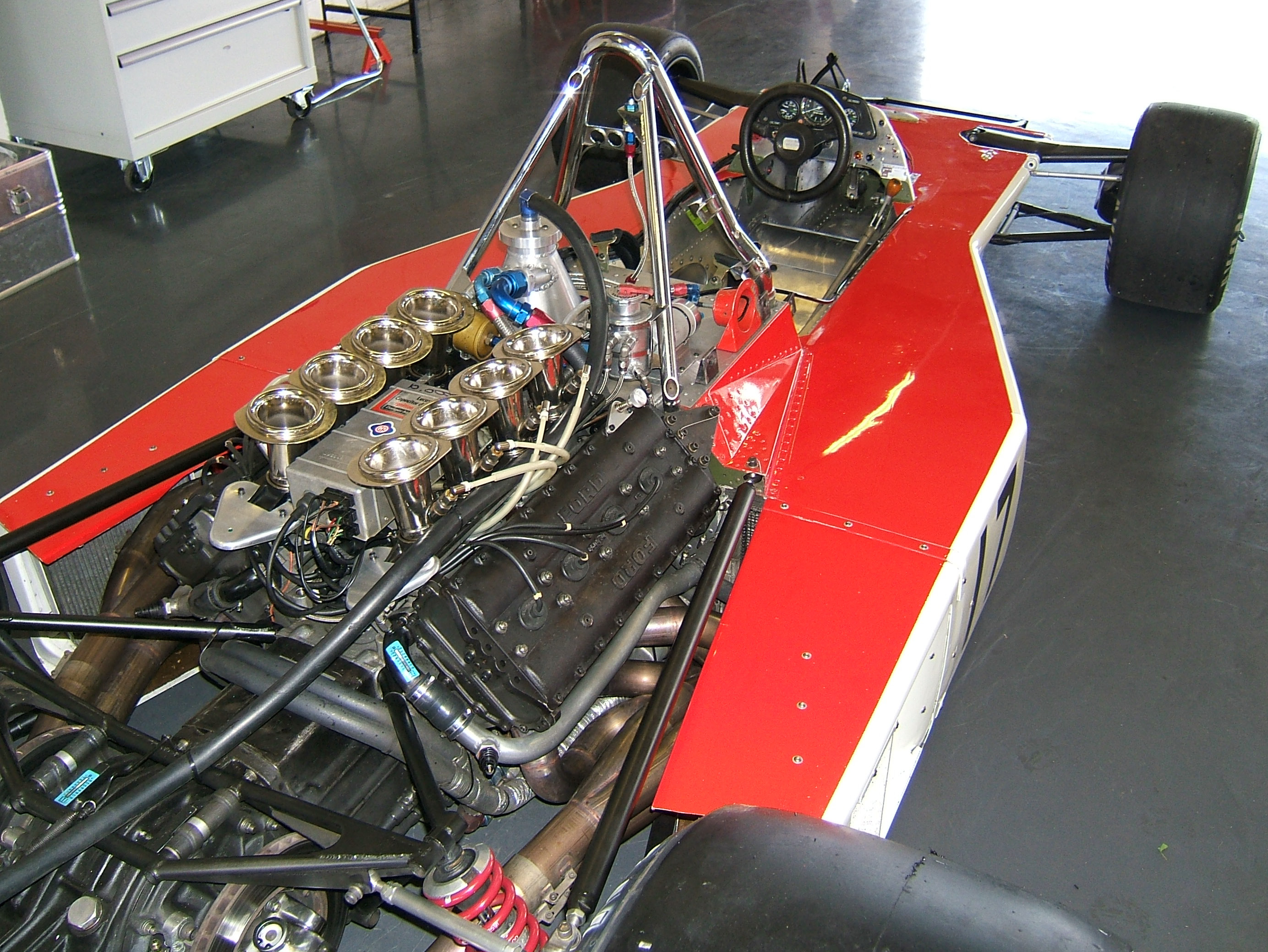
Двигатель Ford-Cosworth DFV использовался в Формуле-1 с по год

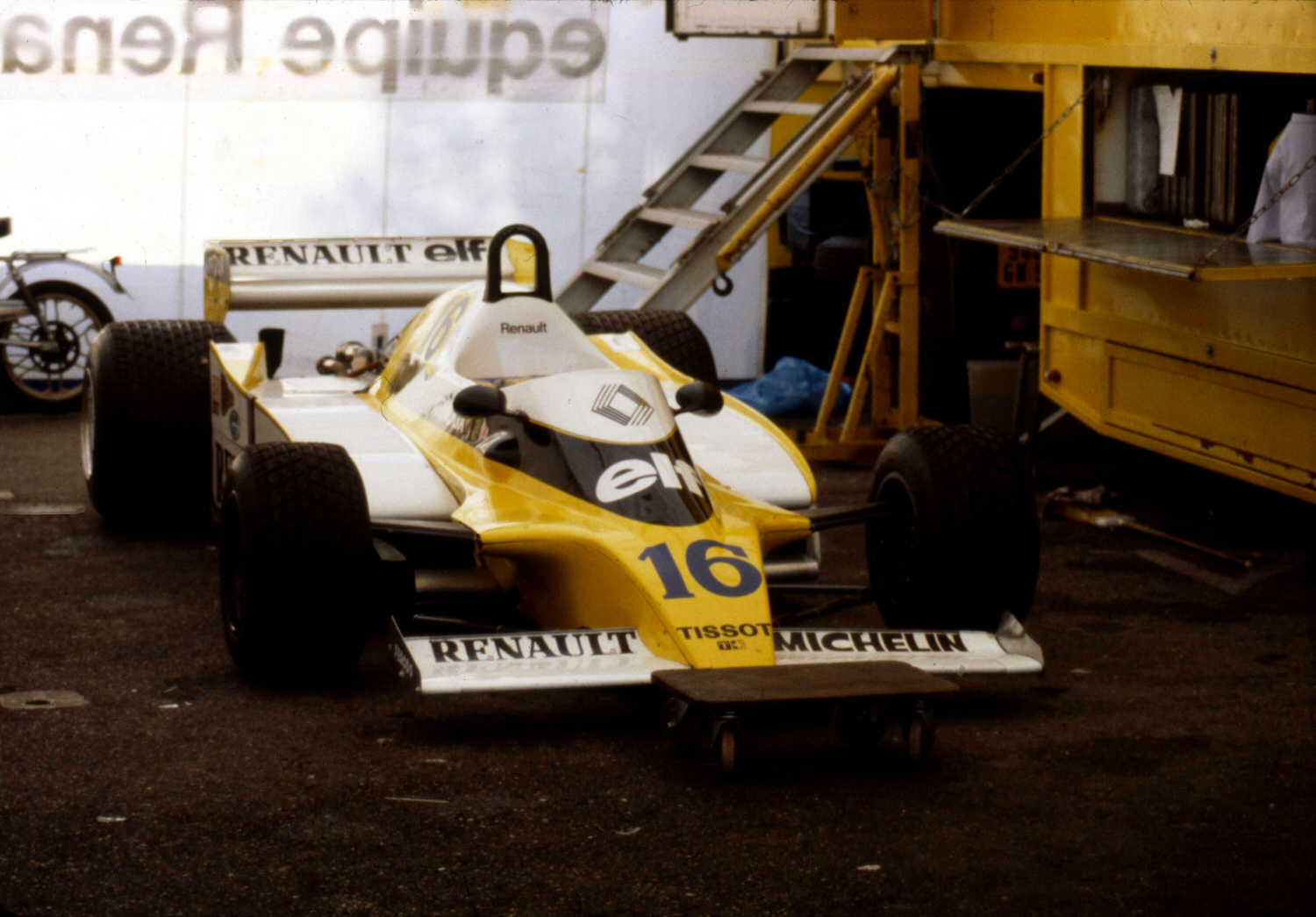
Renault RS10, первая машина с турбонагнетателем, выигравшая Гран-при в 1979

### Гран-при Бразилии 1982 года
Боссы команд FOCA объясняли бойкот Гран-при Сан-Марино ответом на дисквалификацию Нельсона Пике (Brabham) и Кеке Росберга (Уильямс) на более раннем Гран-при Бразилии 1982 года. Дисквалификация, в свою очередь, была вызвана ответом на попытку команд FOCA преодолеть нехватку мощности машин без турбонагнетателей (Renault была первой командой, ставшей использовать турбонагнетатели в конце 1970-х).
Перед бразильской гонкой команды FOCA нашли лазейку в процедуре взвешивания машин. По правилам машины должны были взвешиваться со всеми охлаждающими жидкостями и смазочными материалами, однако ничего не говорилось о необходимости их присутствия в машине после старта.
Команды FOCA заявили, что это означает возможность «долить» расходованные жидкости, хотя эта практика была запрещена в других гонках FIA, она никак не упоминалась в Формуле-1.
Для бразильской гонки команды FOCA предложили специальные «тормоза, охлаждаемые водой». Все свои машины они оснастили довольно большими баками для воды. На практике ни для какого охлаждения, естественно, вода не использовалась, а просто постепенно выливалась из баков в начале гонки. Естественно, машина сразу облегчалась (даже ниже установленного минимума), и машины ехали значительно быстрее. А перед концом гонки (на пит-стопе) или даже уже после финиша баки вновь наполняли водой, и вес снова становился допустимым. Поскольку вода была заявлена как охладитель, это действие не было в противоречии с правилами Формулы-1.

### Итог конфликта
Противостояние завершилось обоюдным согласием FISA и FOCA; фактически — включением некоторых руководителей FOCA в FIA, таких как Берни Экклстоун и Макс Мосли. Договор Согласия ускорил коммерциализацию Формулы-1. Промоутеры теперь могли быть уверенными, что «все 26» (или сколько их дебютирует в начале сезона) машин появятся в гонках этого сезона, что автоматически увеличивало спонсорские вложения и коммерческие выгоды и снижало риски. Это существенно увеличило и финансовые компенсации командам (в том числе и не входившим в FOCA — производителям).
Интересно, что команда Тиррелл была дисквалифицирована из  сезона 1984 года за попытку сравнять нехватку мощности в сравнении с турбомоторами таких команд, как Брэбем и Уильямс, нарушением регламента, использованием несоответствующего ему топлива. Это стало одним из отголосков конфликта, показавшим стремление FIA к созданию равных спортивных условий для всех команд, безотносительно к типу моторов.